# Erziehungswissenschaftlicher Fakultätentag
Der Erziehungswissenschaftliche Fakultätentag (EWFT) ist die Vereinigung wissenschaftlicher Hochschulen, die über erziehungswissenschaftliche Einrichtungen (Fakultäten, Fachbereiche, Institute, Seminare, o. Ä.) verfügen, ein erziehungswissenschaftliches Studium anbieten sowie das Recht zur Promotion besitzen. Er wurde 2002 in Bielefeld gegründet und wirkt zusammen mit anderen Fakultätentagen im Allgemeinen Fakultätentag (AFT) im Bereich der Forschung und der akademischen Lehre, der wissenschaftlichen Weiterbildung und der internationalen Kooperation sowie zur Vertretung sonstiger gemeinsamer Interessen.
Aufgaben des Fakultätentages sind der Informationsaustausch und die Beratung sowie die Wahrnehmung gemeinsamer Belange der Erziehungswissenschaft insbesondere in folgenden Bereichen:
- Forschung, Lehre und hochschulpolitische Fragen
- Struktur des Bildungswesens
- Struktur und Einführung neuer Studiengänge
- Internationale Anerkennung von Studienleistungen und Abschlüssen
- Standards von Prüfungen und andere Fragen der Qualitätssicherung
- Aufgaben der wissenschaftlichen Weiterbildung.

## Präsidium
Am 26. November 2021 wurde auf der 30. Plenarversammlung des EWFT ein neues Präsidium gewählt.
Das Präsidium für die Wahlperiode 2021 bis 2023 bilden:
- Manuela Pietraß – Präsidentin (Professorin für Erziehungswissenschaft mit dem Schwerpunkt Medienbildung an der Universität der Bundeswehr München)
- Karin Bräu – Stellvertretende Präsidentin (Professorin für Schulpädagogik mit dem Schwerpunkt Heterogenität und Ungleichheit an der Johannes-Gutenberg-Universität Mainz)
- Ingrid Kunze (Professorin für Allgemeine Didaktik an der Universität Osnabrück)
- Gabriele Molzberger (Professorin für Erziehungswissenschaft mit dem Schwerpunkt Berufs- und Weiterbildung an der Bergischen Universität Wuppertal)

## Mitglieder
Der EWFT umfasst aktuell 55 Mitglieder.

## Liste der Mitglieder
- Universität Augsburg
- Otto-Friedrich-Universität Bamberg
- Alanus Hochschule Bonn
- Humboldt-Universität Berlin
- Universität Bielefeld
- Ruhr-Universität Bochum
- Technische Universität Braunschweig
- Universität Bremen
- Technische Universität Chemnitz
- Technische Universität Dortmund
- Technische Universität Dresden
- Universität Duisburg-Essen
- Katholische Universität Eichstätt-Ingolstadt
- Universität Erfurt
- Goethe-Universität Frankfurt
- Pädagogische Hochschule Freiburg
- Justus-Liebig-Universität Gießen
- Georg-August-Universität Göttingen
- Universität Greifswald
- FernUniversität Hagen
- Martin-Luther-Universität Halle-Wittenberg
- Universität Hamburg
- Helmut-Schmidt-Universität/Universität der Bundeswehr Hamburg
- Leibniz Universität Hannover
- Universität Heidelberg
- Universität Hildesheim
- Friedrich-Schiller-Universität Jena
- Pädagogische Hochschule Karlsruhe
- Universität Kassel
- Technische Universität Kaiserslautern
- Universität Koblenz-Landau
- Universität Köln
- Universität Leipzig
- Pädagogische Hochschule Ludwigsburg
- Leuphana Universität Lüneburg
- Otto-von-Guericke-Universität Magdeburg
- Johannes-Gutenberg-Universität Mainz
- Philipps-Universität Marburg
- Ludwig-Maximilians-Universität München
- Universität der Bundeswehr München
- Westfälische Wilhelms-Universität Münster
- Carl von Ossietzky Universität Oldenburg
- Universität Osnabrück
- Universität Paderborn
- Universität Passau
- Universität Potsdam
- Universität Rostock
- Universität Siegen
- Universität Trier
- Universität Tübingen
- Universität Vechta
- Bergische Universität Wuppertal
- Universität Würzburg
- Pädagogische Hochschule Schwäbisch Gmünd
- Pädagogische Hochschule Heidelberg